# Sarras, Ardèche
Sarras är en kommun i departementet Ardèche i Frankrike. Den hade 1 829 invånare år 1999.

## Befolkningsutveckling
Antalet invånare i kommunen Sarras
| Referens: INSEE |